# ブラック・ドロップ効果

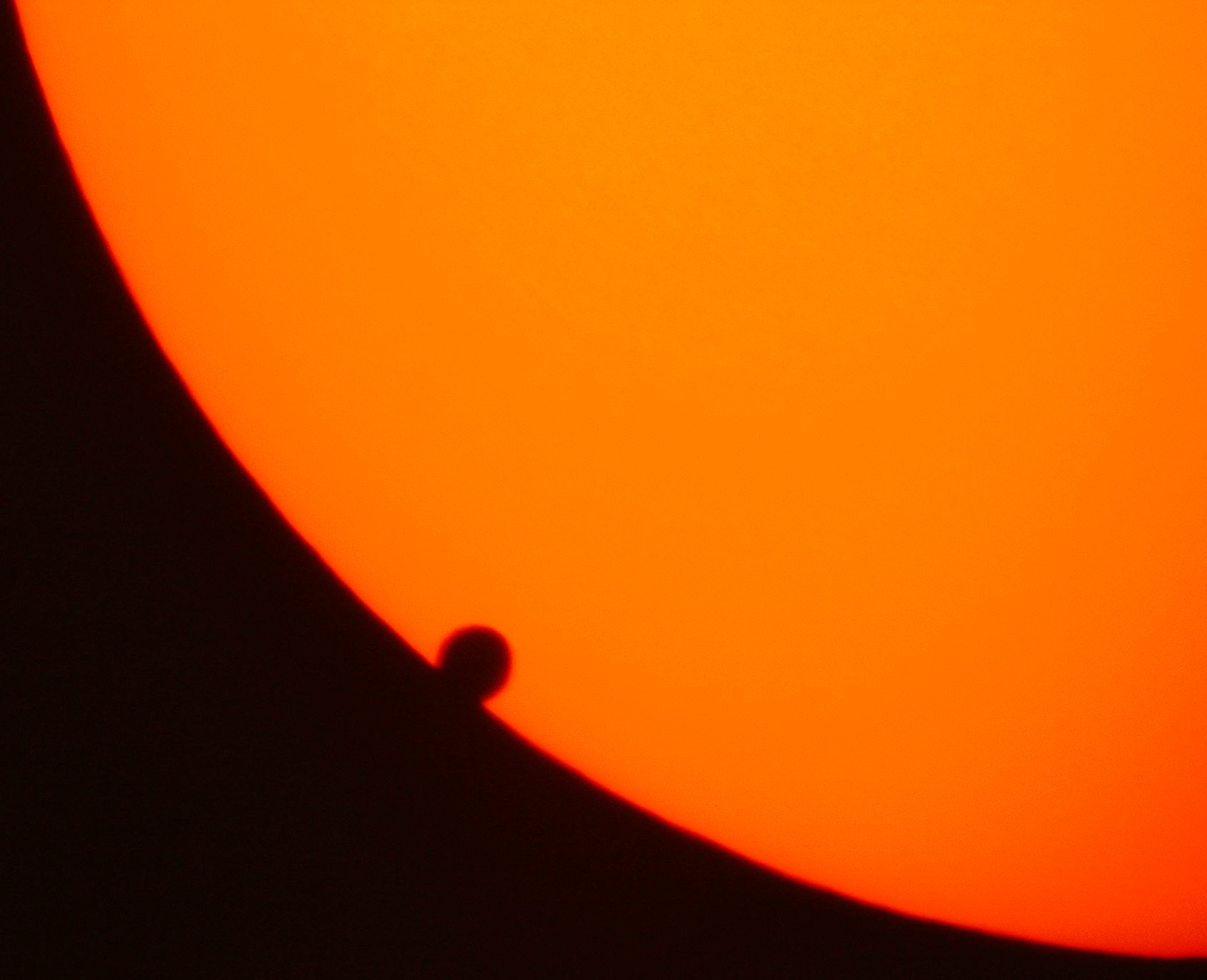
2004年6月8日の金星の太陽面通過の写真

ブラック・ドロップ効果（ブラックドロップこうか、英語：black drop effect）は、主に金星の太陽面通過の観測において見られる、金星が太陽面の縁にしずくのようにくっついて見える現象である。ブラック・ドロップ現象とも呼ばれる。金星が太陽面に入った直後の第二接触時と太陽面から出る直前の第三接触時に発生する。名称は、1769年の金星の太陽面通過を観測したアンダース・レクセルがラテン語で "gutta nigra" （黒いしずく）と呼んだことに由来する。

## 原因の分析

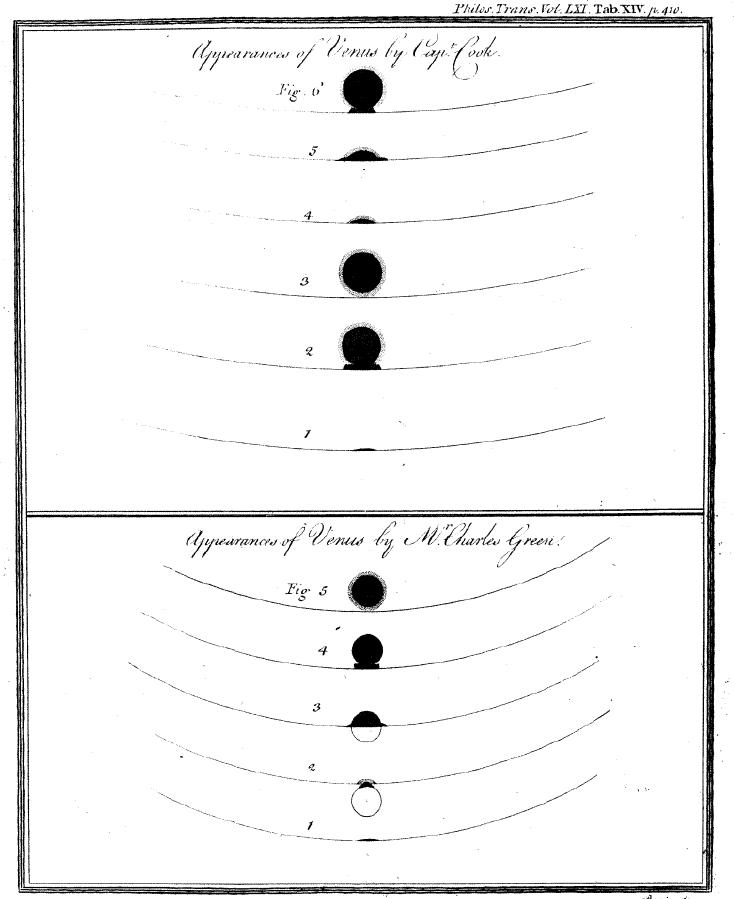
1769年の金星の太陽面通過を観測したジェームズ・クックとチャールズ・グリーンが記録したブラック・ドロップ効果の図

18世紀に、金星の太陽面通過を利用して地球から太陽までの距離を正確に測定しようとする国際的な観測事業が行われたときにこの現象が発生し、正確な距離の決定を困難にした。当時の分析としては金星の大気によるものではないかと予測された。しかし、その後の観測ではブラック・ドロップ効果の報告は減少していったことから、望遠鏡の性能が原因と見られるようになった。現在では、望遠鏡による像の不鮮明さ、地球の大気の揺らぎ、光の回折が主原因とされている。日食時に太陽黒点が月縁に近づくときなどにも同様の現象が観測される。
ジェイ・パサチョフらの検証によれば、1999年の水星の太陽面通過をNASAの宇宙望遠鏡「TRACE」が観測した際にも、ブラック・ドロップ効果がわずかながら確認された。この結果の分析と2004年の金星太陽面通過の観測結果の分析も踏まえて、望遠鏡の性能や地球の大気だけでなく太陽の周縁減光も原因の一つと分析している。